# Zell an der Pram

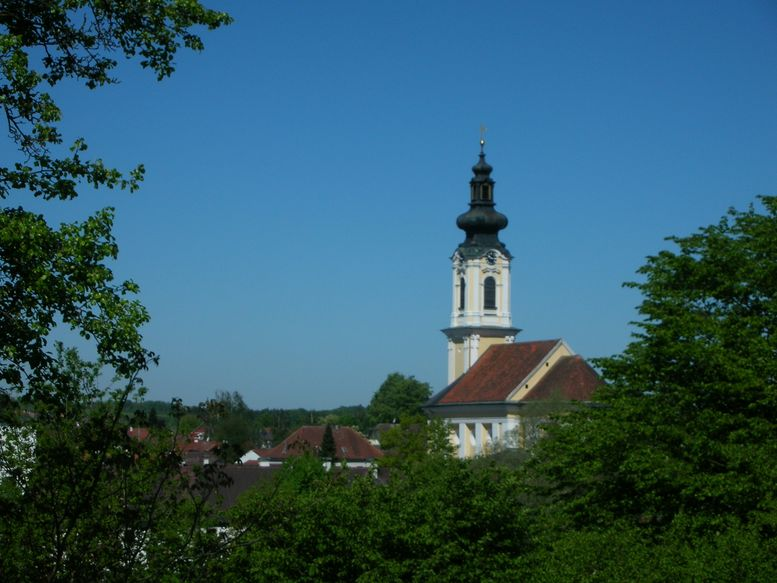
La chiesa di Zell an der Pram

Zell an der Pram (in austro-bavarese Zö) è un comune austriaco di 1 986 abitanti (1º gennaio 2021) nel distretto di Schärding, in Alta Austria. Il comune è situato nel distretto giudiziario di Schärding. L'immagine di Zell an der Pram viene soprattutto caratterizzata dalla chiesa parrocchiale ed il castello coi suoi affreschi di Christian Wink.

## Geografia fisica
Il comune di Zell an der Pram è situato nella regione dell'Inviertel a 367 m s.l.m.. Ha una superficie di 23,3 km². L'estensione in senso nord-sud è di 8,5 km, in senso est-ovest di 5,2 km. Il 13,7% di quest'area è coperto da boschi, mentre il 75,5% viene utilizzato per scopi agricoli. Il comune è attraversato dal fiume Pram.

## Frazioni del territorio
Il territorio comunale dispone dei seguenti 29 piccoli borghi e località nella campagna che vertono intorno al centro di Zell an der Pram.
| - Aiglbrechting (9 ab.) - Bernetsedt (25 ab.) - Blümling (40 ab.) - Brandesleiten (23 ab.) - Dobl (49 ab.) - Dorf (15 ab.) - Eichberg (12 ab.) - Fuckersberg (21 ab.) - Gmeinedt (40 ab.) - Habekendobl (29 ab.) - Hellwagen (29 ab.) - Holzedt (10 ab.) - Hub (18 ab.) - Jebling (23 ab.) - Krena (30 ab.) | - Obergriesbach (22 ab.) - Ornetsedt (57 ab.) - Point (28 ab.) - Reischenbach (37 ab.) - Schwarzgrub (22 ab.) - Sienleiten (8 ab.) - Stögen (25 ab.) - Tischling (23 ab.) - Weireth (57 ab.) - Wiesing (42 ab.) - Wildhag (22 ab.) - Willing (49 ab.) - Würting (12 ab.) - Zell an der Pram (1242 ab.) |

Tra l'altro il comune è diviso nei sette comuni catastali Aiglbrechting, Krenna, Oberndobl, Reischenbach, Schwaben, Stögen e Zell an der Pram.

## Società

### Evoluzione demografica
Nel 2015, 2 013 abitanti erano registrati.

## Stemma
Lo stemma fu assegnato al comune il 12 dicembre 1969 dal governo regionale dell'Alta Austria. Blasonatura: È in rosso con un attizzatoio inclinato, l'uncino sinistro è abbassato ed all'opposto. L'attizzatoio proviene dallo stemma della famiglia estinta Zeller che aveva già una residenza sulla riva sinistra del Pram nel XII secolo. La casata degli Zeller morì però insieme a Christoph Zeller nel 1550. I colori del comune sono il rosso ed il bianco.

Stemma
Banner

## Storia
Dopo la fondazione del ducato Baviera, il comune era bavarese. La famiglia nobile Zeller aveva già una residenza sulla riva sinistra del Pram all'inizio del XII secolo. La casata degli Zeller morì però insieme a Christoph Zeller nel 1550 ed il possesso fu ereditato dalla contea St. Martin. Il Signor Joseph Ferdinand, Conte di Tattenbach (1723-1802) coniò il comune grazie sia alla ricostruzione della chiesa parrocchiale Maria Himmelfahrt sia alla ricostruzione del castello di Zell an der Pram nel 1772.
Siccome il comune è situato al confine tra l'Austria e la Baviera, Zell fu saccheggiato durante la guerra di successione spagnola. Oltretutto sia gli austriaci sia i bavaresi avviavano delle campagne militari attraverso Zell. È noto che il principe elettore Massimiliano II Emanuele di Baviera piantò il suo quartier generale a Zell an der Pram nel 1704.
Nel maggio del 1779 la Bavaria, in pace con Cieszyn, dovette passare le sue sette gestioni sulla riva destra del fiume Inn all'Austria. Per questo Zell an der Pram che faceva parte della gestione di Schärding, diventò austriaco.
Durante le guerre napoleoniche era di nuovo bavarese, ma dal 1814 fu passato finalmente all'Alta Austria.
Dopo l'Anschluss alla Germania nazista il 13 marzo 1938, il comune faceva parte del Reichsgau Oberdonau. Dopo la seconda guerra mondiale nel 1945 l'Alta Austria si riformò.
Fino al 2002 il comune appartiene al distretto giudiziario di Raab, dopo il suo scioglimento è stato assegnato al distretto giudiziario di Schärding.

## Politica
Sindaco
- 2003-2021 Matthias Bauer (ÖVP)
- dal 2021 Martin Tiefenthaler (ÖVP)

## Cultura e luoghi d'interesse

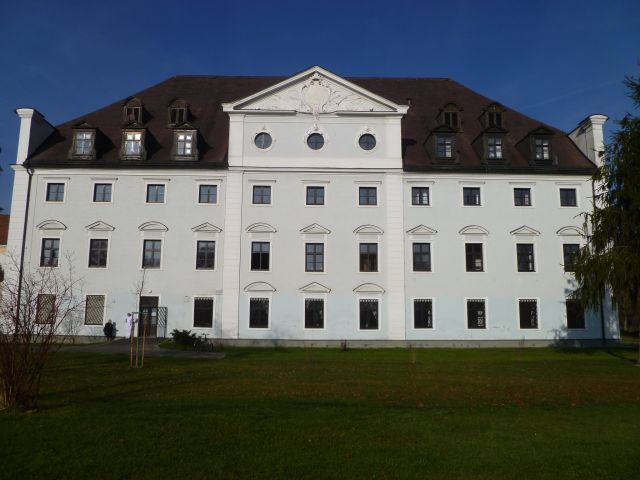
Il castello di Zell an der Pram

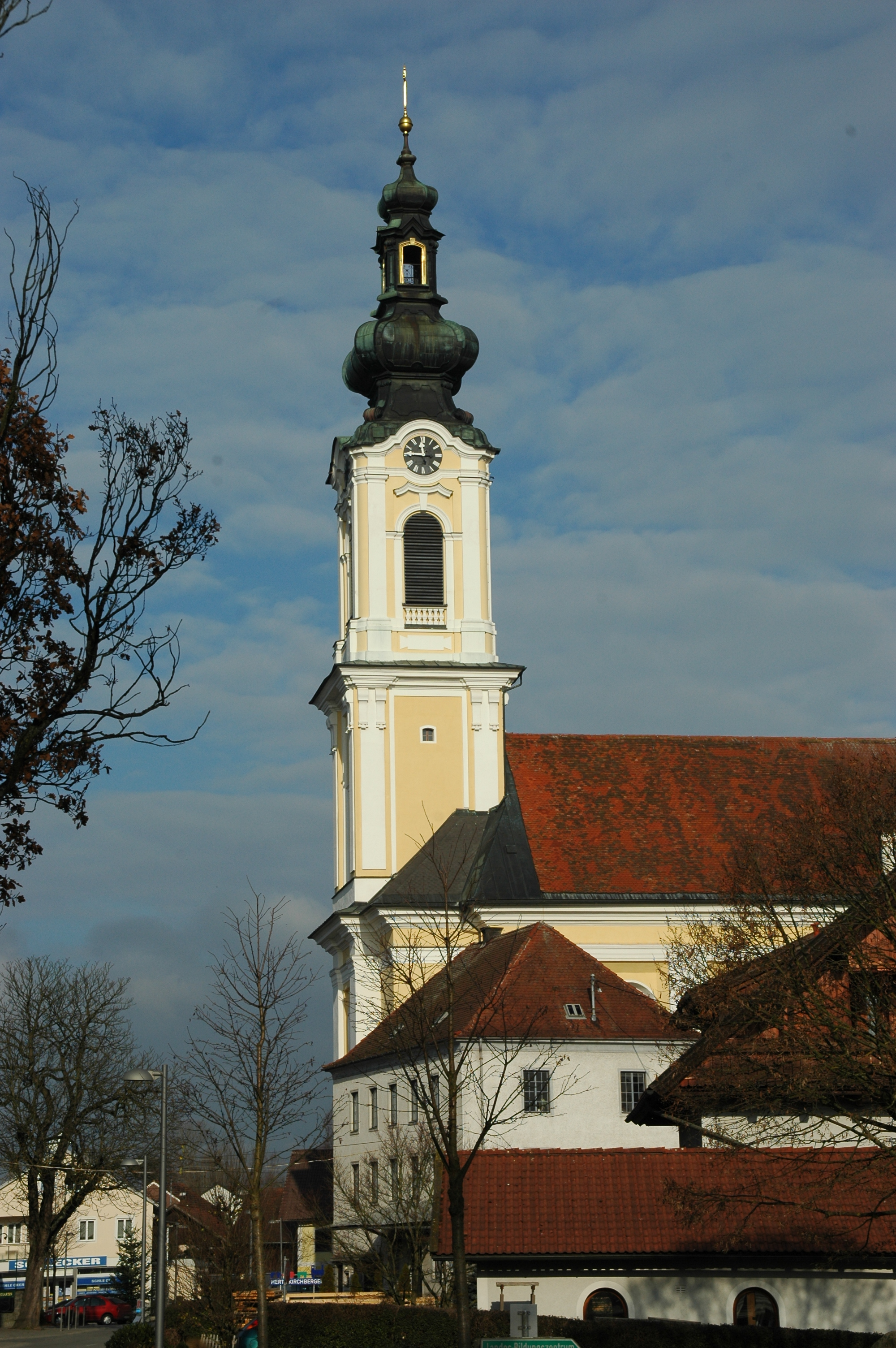
La chiesa parrocchiale Mariä Himmelfahrt a Zell an der Pram

- Il castello di Zell an der Pram
- La chiesa parrocchiale

## Sport
Attività sportive vengono organizzate dall'associazione sportiva "SPORTUNION" che dirige un campo sportivo, un campo da pallavolo ed una pista in asfalto stocksport. Soprattutto la squadra di fistball è assai attiva.

## Economia
L'economia locale è molto caratterizzata dall'agricoltura (allevamento di mucche da latte, agricoltura, vivaismo).

## Infrastrutture e trasporti
Tramite la Bundesstraße 137 e la linea ferroviaria Wels–Passau Zell an der Pram dispone di una buona infrastruttura di trasporto. Anche l'autostrada austriaca A8 si può raggiungere fra pochi minuti.